# Roman Wesołowski (pułkownik)

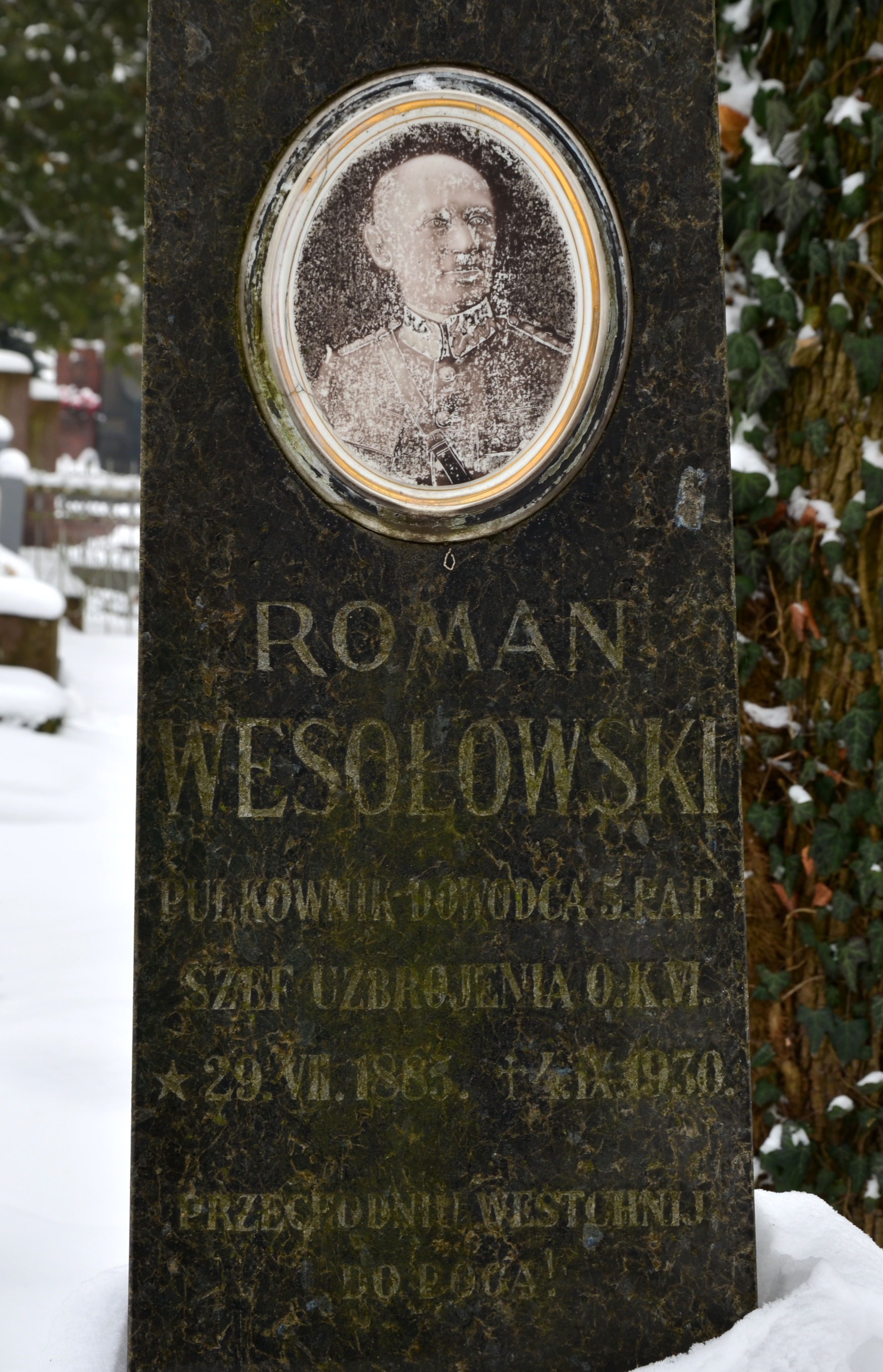

Roman Władysław Wesołowski (ur. 8 lipca 1885, zm. 4 września 1930 we Lwowie) – pułkownik artylerii Wojska Polskiego.

## Życiorys
Urodził się 8 lub 29 lipca 1885. Był oficerem rezerwy artylerii cesarskiej i królewskiej armii. Na stopnień podporucznika został mianowany ze starszeństwem z 1 stycznia 1910 roku. W 1914 roku posiadał przydział w rezerwie do pułku armat polowych nr 31 w Stanisławowie. W czasie I wojny światowej walczył w szeregach swojego pułku, a następnie w szeregach pułku armat polowych nr 30, przemianowanego później na pułk artylerii polowej nr 30. Na stopień porucznika został mianowany ze starszeństwem z 1 maja 1915 roku w korpusie oficerów rezerwy artylerii.
Po odzyskaniu przez Polskę niepodległości został przyjęty do Wojska Polskiego. 15 lipca 1920 roku został zatwierdzony z dniem 1 kwietnia 1920 roku w stopniu majora, w artylerii, w grupie oficerów byłej armii austro-węgierskiej. Pełnił wówczas służbę w 5 pułku artylerii ciężkiej.
1 czerwca 1921 roku pełnił służbę w 5 pułku artylerii polowej we Lwowie. 3 maja 1922 roku został zweryfikowany w stopniu podpułkownika ze starszeństwem z dniem 1 czerwca 1919 roku i 54. lokatą w korpusie oficerów artylerii, a jego oddziałem macierzystym był nadal 5 pułk artylerii polowej we Lwowie. W 1923 sprawował stanowisko zastępcy dowódcy 5 pułku artylerii polowej. W sierpniu 1926 został przesunięty na stanowisko dowódcy pułku. 1 stycznia 1928 roku został awansowany na pułkownika ze starszeństwem z dniem 1 stycznia 1928 roku i 3. lokatą w korpusie oficerów artylerii. W marcu 1929 został mianowany szefem 6 Okręgowego Szefostwa Uzbrojenia we Lwowie z równoczesnym przeniesieniem macierzyście do kadry oficerów artylerii.
Zmarł 4 września 1930 we Lwowie. Został pochowany na Cmentarzu Łyczakowskim we Lwowie.

## Ordery i odznaczenia
- Złoty Krzyż Zasługi (10 listopada 1928)[17]
- Srebrny Medal Zasługi Wojskowej z mieczami na wstążce Krzyża Zasługi Wojskowej (dwukrotnie) (Austro-Węgry)[18]
- Brązowy Medal Zasługi Wojskowej z mieczami na wstążce Krzyża Zasługi Wojskowej (Austro-Węgry)[18]